# Дзиндзя хонтё
Дзиндзя хонтё (яп. 神社本庁 дзиндзя хонтё:, Ассоциация синтоистских храмов) — организация, объединяющая большую часть синтоистских храмов Японии.

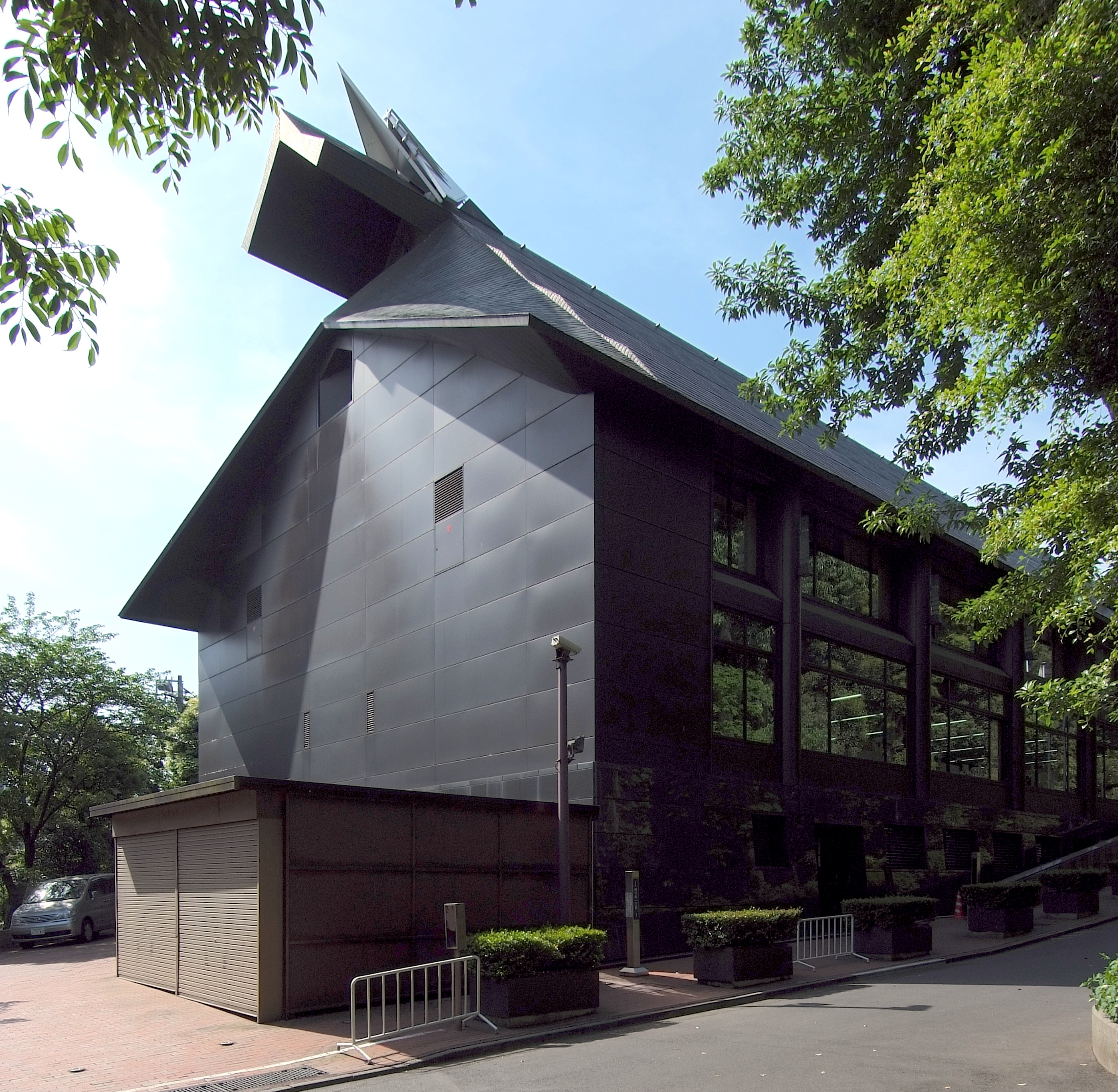
Штаб-квартира организации в Сибуя, Токио

Государственные органы управления храмами были упразднены в 1946 году, но появились три общественные организации, занимающиеся религиозными вопросами: Дзинги Кай (ассоциация синтоистских жрецов), Котэн Кокю Сё (исследовательский институт японской классики) и Дзингу Хосай Кай (ассоциация поддержки Великого Храма). 3 февраля 1946 г. они были распущены, а их лидеры учредили Дзиндзя хонтё и призвали жрецов местных храмов присоединяться к ней. Организация объединила 87218 святилища. Большинство храмов (97 % на 1992 год) вошли в Ассоциацию, около тысячи остались независимыми (из них лишь 16 храмов всеяпонского значения). Например, не входит ни в какие ассоциации одно из крупнейших святилищ ― Фусими Инари тайся.
Ассоциация синтоистских храмов управляется советом из представителей местных ассоциаций 46 префектур (Дзиндзя-тё). Во главе совета стоит избираемый исполнительный секретарь. Совет принимает все крупные политические решения. Ассоциация имеет шесть департаментов и располагается в Токио. Первым её президентом был верховный жрец храма Мэйдзи Нобусуку Такацукаса, которого сменил на этом посту Юкидата Сасаку, в прошлом верховный жрец Великого Храма Исэ. Почётный президент Ассоциации — Фусако Китасиракава, Верховная Жрица храма Исэ. Ассоциация контактирует с прочими религиозными объединениями Японии и тесно связана с Университетом Кокугакуин, учебным заведением, где изучается синтоизм. Неофициальным печатным органом Ассоциации является еженедельник «Дзиндзя Симпо» (яп. 神社新報  дзиндзя-симпо:, «новости святилищ»).